# Artajerjes III Oco
Oco (en griego: Ὦχος Ochos u Oco en su forma latinizada), conocido por su nombre dinástico, Artajerjes III (en persa antiguo:𐎠𐎼𐎫𐎧𐏁𐏂𐎠 Artaxšaçāʰ; en griego: Ἀρταξέρξης) fue Rey de Reyes del Imperio Aqueménida desde 359/58 hasta 338 a. C. Era hijo y sucesor de Artajerjes II y de su madre Estatira.
Antes de subir al trono, se desempeñó como sátrapa y comandante del ejército de su padre. Llegó al poder después de que uno de sus hermanos fuera ejecutado, otro se suicidara, el último fuera asesinado y su padre, Artajerjes II, muriera. Poco después de convertirse en rey, Artajerjes asesinó a toda la familia real para asegurarse su puesto como rey. Inició dos grandes campañas contra Egipto. La primera fracasó y le sucedieron rebeliones en toda la parte occidental de su imperio. Durante la segunda, derrotó finalmente a Nectanebo II, el faraón de Egipto, y devolvió el país al redil persa después de seis décadas. 
En sus últimos años, el poder de Filipo II de Macedonia aumentaba en Grecia, donde intentó convencer a los griegos de que se rebelaran contra el Imperio Aqueménida. Artajerjes se opuso a sus actividades y, con su apoyo, la ciudad de Perinto resistió un asedio macedonio. 
Hay pruebas de una renovada política de construcción en Persépolis en su vida posterior, donde Artajerjes erigió un nuevo palacio y construyó su propia tumba, e inició proyectos a largo plazo como la Puerta Inconclusa. 

## Etimología
Artaxerxes es la forma latina del griego Artaxerxes (Αρταξέρξης), a su vez procedente del persa antiguo Artaxšaçā («cuyo reinado es a través de la verdad»). Se conoce en otras lenguas como: Ir-tak-ik-ša-iš-ša, Ir-da-ik-ša-iš-ša en elamita; Ar-ta-ʾ-ḫa-šá-is-su en acadio y Ardašīr en persa medio y nuevo persa. Su nombre personal era Oco (en griego:«Ὦχος Ôchos»; en babilónico: 𒌑𒈠𒋢 Ú-ma-kuš).

## Antecedentes
Oco era el hijo legítimo de Artajerjes II y su esposa Estatira. Tenía dos hermanos mayores, Ariaspes y Darío (el mayor). También tuvo muchos hermanos ilegítimos nacidos de madres concubinas, que el escritor romano del siglo ii d. C. Justino cifró en 115. De todos los hijos, Darío era el que había sido designado como heredero del imperio, por lo que recibió el privilegio real de llevar la tiara vertical. Sin embargo, el largo reinado de su padre frustró a este último, que ya tenía más de 50 años. Incitado por el antiguo sátrapa Tiribazo, comenzó a conspirar contra su padre para acelerar su sucesión. Darío esperaba recibir el apoyo de muchos cortesanos, incluidos cincuenta de sus hermanos ilegítimos, según Justino. Un eunuco descubrió la conspiración, y como resultado a Darío le convocaron a la corte y donde también lo ejecutaron, «junto con las esposas e hijos de todos los conspiradores» (Justino). El derecho de sucesión pasó entonces a Ariaspes. Sin embargo, Oco, con el apoyo de algunos eunucos, creó una serie de artimañas y acusaciones para que su hermano legítimo Ariaspes enloqueciera y se suicidara. Artajerjes II, que no quería a Oco, nombró a su hijo ilegítimo favorito Arsames como nuevo príncipe heredero. Sin embargo, pronto Arpates lo asesinó por mandato de Oco. Oco finalmente recibió el nombramiento como príncipe heredero, y poco después murió su padre.

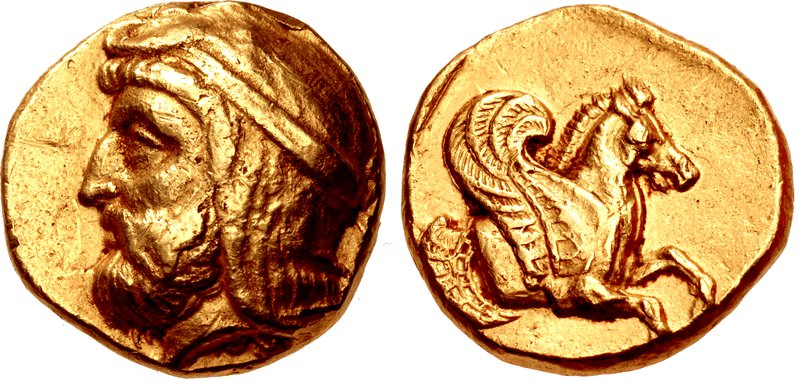
Moneda de Artabazo II

## Reinado

### Rebelión de Artabazo
Al momento de su ascensión (que se produjo en algún momento entre noviembre del 359 y marzo del 358 a. C.), Artajerjes III exigió que todos los sátrapas de Anatolia occidental disolvieran sus fuerzas mercenarias. Esto se hizo para disminuir el poder de los sátrapas y consolidarlo al de la corona. De hecho, bajo el padre de Artajerjes III, el sátrapa Datames había gobernado con la ayuda de sus mercenarios un estado más o menos independiente, mientras que anteriormente el príncipe aqueménida Ciro el Joven casi había conseguido derrocar a Artajerjes II con la ayuda de sus mercenarios. Todos los sátrapas siguieron su orden y disolvieron sus mercenarios. Más tarde, en el año 356 a. C., Artajerjes III intentó destituir a Artabazo II de su satrapía de Frigia Helespóntica, lo que provocó la rebelión de este. Su sangre real a través de su madre Apama, una hermana de Artajerjes III, puede haber hecho que este último se mostrara vigilante con él. Los dos hermanos de Artabazo, Oxythres y Dibictus, también se han unido a él, lo que implica que Artajerjes III tenía como objetivo a toda la familia.
Artajerjes III envió a los demás sátrapas de Anatolia —Titraustes, Autofrádates y Mausolo— a reprimir la revuelta. Artabazo no tardó en unir fuerzas con el comandante militar ateniense Cares, que había adquirido la mayor parte de su unidad mercenaria disuelta. Juntos, derrotaron a los sátrapas en el 355 a. C. y se adentraron en la Gran Frigia, donde saquearon la región. Artajerjes III no tardó en presionar a Atenas para que dejara de apoyar a Artabazo mediante la amenaza de guerra. Posteriormente, Artabazo encontró un nuevo aliado en el general tebano Pamenes, que le proporcionó 5 000 soldados en el año 354 a. C. Las fuerzas aqueménidas sufrieron nuevas derrotas, pero Artabazo no tardó en enemistarse con Pamenes y lo hizo arrestar. En el 354/3 a. C., cesó su rebelión y huyó a Macedonia, donde su rey Filipo II lo recibió gustosamente.

### Primera campaña egipcia (351 a.C.)
Hacia el año 351 a. C., Artajerjes se embarcó en una campaña para recuperar Egipto, que se había rebelado bajo el mandato de su padre, Artajerjes II. Al mismo tiempo, había estallado una rebelión en Asia Menor que, apoyada por Tebas, amenazaba con convertirse en algo serio. Artajerjes levantó un vasto ejército y marchó a Egipto, donde se enfrentó a Nectanebo II. Tras un año de lucha contra el faraón egipcio, Nectanebo infligió una aplastante derrota a los persas con el apoyo de mercenarios dirigidos por los generales griegos: el ateniense Diofanto y el espartano Lamius. Artajerjes se vio obligado a retirarse y posponer sus planes de reconquista de Egipto. 

### Rebelión de Chipre y Sidón

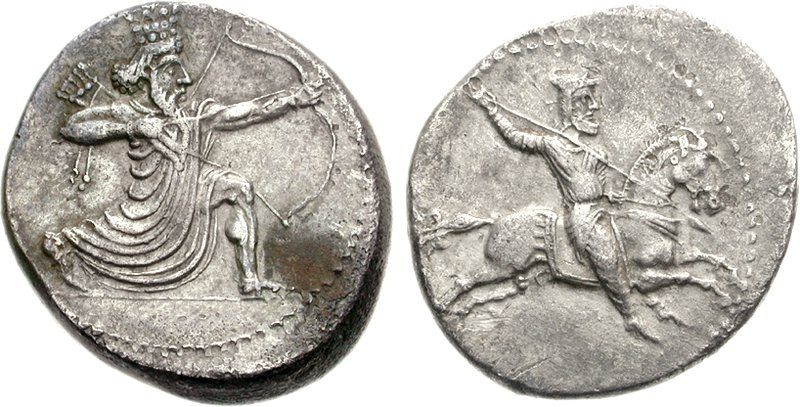
Moneda aqueménida de Hidrieo de Caria durante el reinado de Artajerjes III, que muestra al rey aqueménida en el anverso y a su sátrapa Idrio en el reverso. Alrededor de 350-341 a. C.

Poco después de esta derrota egipcia, Fenicia, Anatolia y Chipre declararon su independencia del dominio persa. En el año 343 a. C., Artajerjes encomendó la responsabilidad de la supresión de los rebeldes chipriotas a Hidrieo, príncipe de Caria, que empleó a 8 000 mercenarios griegos y cuarenta trirremes, al mando de Foción el ateniense, y a Evágoras, hijo del anciano Evágoras, el monarca chipriota. Hidrieo logró reducir Chipre. 

#### Campaña de Sidón de Belesys y Maceo
Artajerjes inició una contraofensiva contra Sidón al ordenar al sátrapa de Siria Belesys y a Maceo, el sátrapa de Cilicia, que invadieran la ciudad y mantuvieran a raya a los fenicios. Ambos sátrapas sufrieron aplastantes derrotas a manos de Tenés, el rey sidonio, que contó con la ayuda de 40 000 mercenarios griegos enviados por Nectanebo II y comandados por Mentor de Rodas. Como resultado, las fuerzas persas fueron expulsadas de Fenicia.

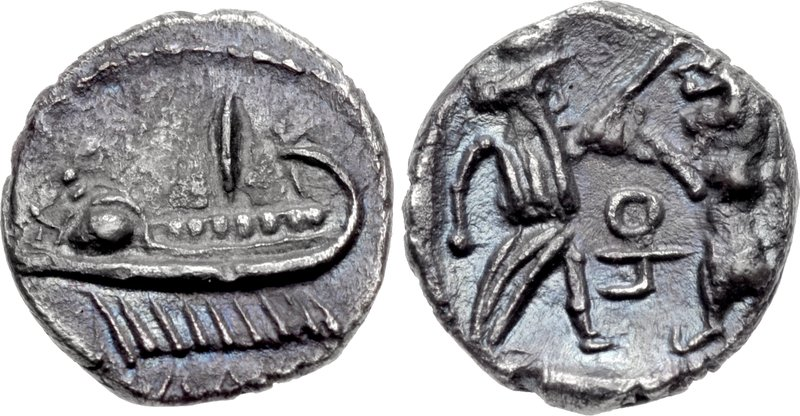
Moneda de Tenés, el rey de Sidón que se rebeló contra el Imperio Aqueménida. Fechada en el 351/0 a. C.

#### Campaña de Sidón de Artajerjes
Después de esto, Artajerjes dirigió personalmente un ejército de 330 000 hombres contra Sidón. El ejército de Artajerjes estaba compuesto por 300 000 soldados de a pie, 30 000 de caballería, 300 trirremes y 500 transportes o barcos de provisiones. Tras reunir este ejército, buscó la ayuda de los griegos. Aunque Atenas y Esparta le negaron la ayuda, logró obtener mil hoplitas tebanos con armas pesadas a las órdenes de Lacrates, tres mil argivos a las órdenes de Nicóstrato y seis mil eolios, jonios y dorios de las ciudades griegas de Anatolia. Este apoyo griego era numéricamente pequeño, pues no superaba los 10 000 hombres, pero constituía, junto con los mercenarios griegos de Egipto que se le acercaron posteriormente, la fuerza en la que más confiaba y a la que se debió principalmente el éxito final de su expedición. 
El acercamiento de Artajerjes debilitó lo suficiente la resolución de Tenés, que intentó comprar su propio perdón entregando a 100 ciudadanos principales de Sidón en manos del rey persa, y luego admitiendo a Artajerjes dentro de las defensas de la ciudad. Artajerjes hizo que los 100 ciudadanos fueran atravesados con jabalinas, y cuando 500 más salieron como suplicantes para buscar su misericordia, Artajerjes los consignó al mismo destino. A continuación, Sidón fue quemada hasta los cimientos, bien por Artajerjes o por los ciudadanos sidonios. Cuarenta mil personas murieron en la conflagración. Artajerjes vendió las ruinas a un alto precio a los especuladores, que calculaban reembolsarse con los tesoros que esperaban sacar de entre las cenizas. Artajerjes posteriormente condenó a muerte a Tenés. Posteriormente, Artajerjes envió a los judíos que apoyaban la revuelta a Hircania, en la costa sur del mar Caspio.

### Conquista de Egipto

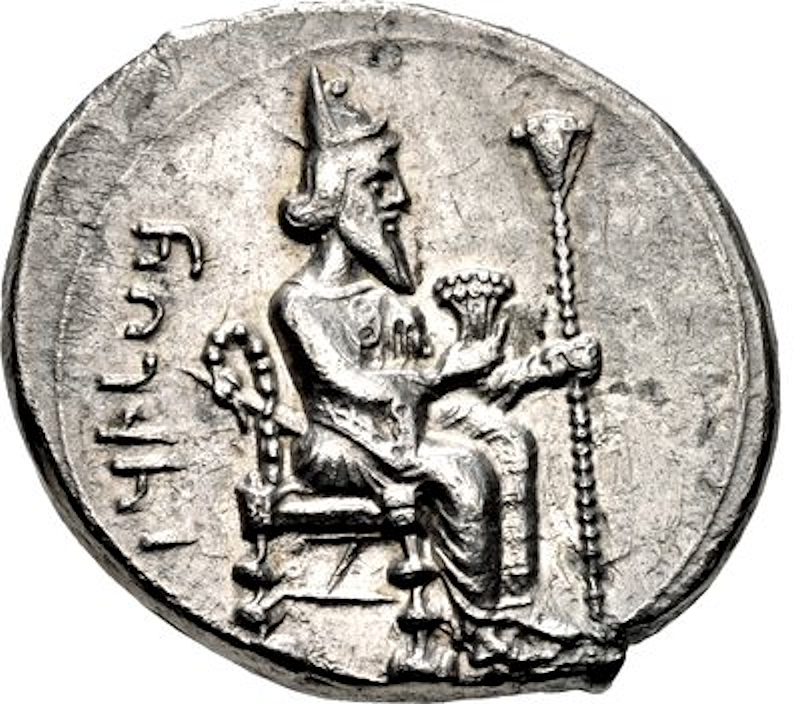
Artajerjes III como faraón de Egipto, moneda satrapal de Maceo en Cilicia.

Fue probablemente en el año 340 o 339 a. C. cuando Artajerjes logró finalmente conquistar Egipto. Tras años de extensos y meticulosos preparativos, el rey reunió y dirigió en persona una gran hueste que incluía mercenarios griegos de Tebas, Argos, Asia Menor y los comandados por el mercenario traidor Mentor de Rodas, así como una flota de guerra y varios barcos de transporte. Aunque el ejército de Artajerjes superaba considerablemente al de su homólogo egipcio Nectanebo II, la dificultad de marchar a través de la tierra seca del sur de Gaza y de los numerosos ríos del Alto Egipto seguía planteando, como en anteriores invasiones, un reto, que se vio agravado, según Diodoro Sículo, por la negativa de los persas a hacer uso de guías locales. La invasión comenzó mal, ya que Artajerjes perdió algunas tropas en las arenas movedizas de Barathra, y un intento de sus tropas tebanas de tomar Pelusio fue contraatacado con éxito por la guarnición.
Artajerjes creó entonces tres divisiones de tropas de choque, cada una con un comandante griego y un supervisor persa, mientras que él mismo seguía al mando de las reservas. Una unidad, a la que asignó a los tebanos, una fuerza de caballería e infantería asiática, fue encargada de tomar Pelusio, mientras que una segunda, comandada por Mentor de Rodas y el eunuco Bagoas, fue enviada contra Bubastis. La tercera división, compuesta por los argivos, algunas tropas de élite no especificadas y 80 trirremes, debía establecer una cabeza de puente en la orilla opuesta del Nilo. Tras fracasar el intento de desalojar a los argivos, Nectanebo se retiró a Menfis, lo que provocó la rendición de la guarnición asediada de Pelusio. Bubastis también capituló, ya que los mercenarios griegos de la guarnición se pusieron de acuerdo con los persas tras enfrentarse a los egipcios. A esto le siguió una oleada de rendiciones, que abrió el Nilo a la flota de Artajerjes y provocó que Nectanebo se desanimara y abandonara su país.
Tras esta victoria sobre los egipcios, Artajerjes hizo destruir las murallas de la ciudad, inició un reino de terror y se dedicó a saquear todos los templos. Persia obtuvo una cantidad significativa de riqueza de este saqueo. Artajerjes también elevó los impuestos y trató de debilitar a Egipto lo suficiente como para que no pudiera rebelarse contra Persia. Durante los diez años que Persia controló Egipto, los creyentes de la religión nativa fueron perseguidos y los libros sagrados robados. Antes de regresar a Persia, nombró a Ferendares sátrapa de Egipto. Con las riquezas obtenidas por la reconquista de Egipto, Artajerjes pudo recompensar ampliamente a sus mercenarios. Luego regresó a su capital habiendo completado con éxito su invasión de Egipto. 

### Últimos años

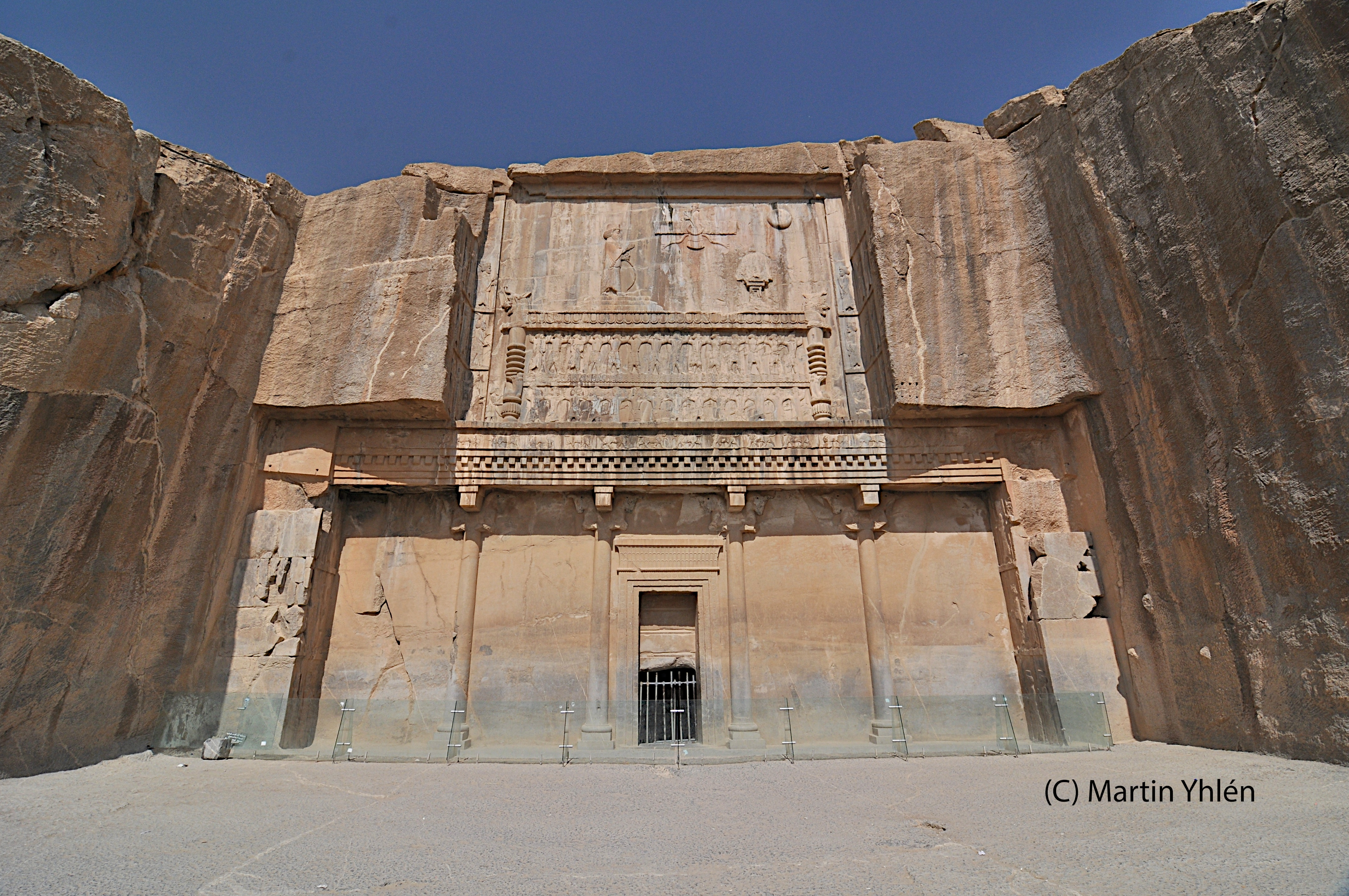
Tumba de Artajerjes III en Persépolis.

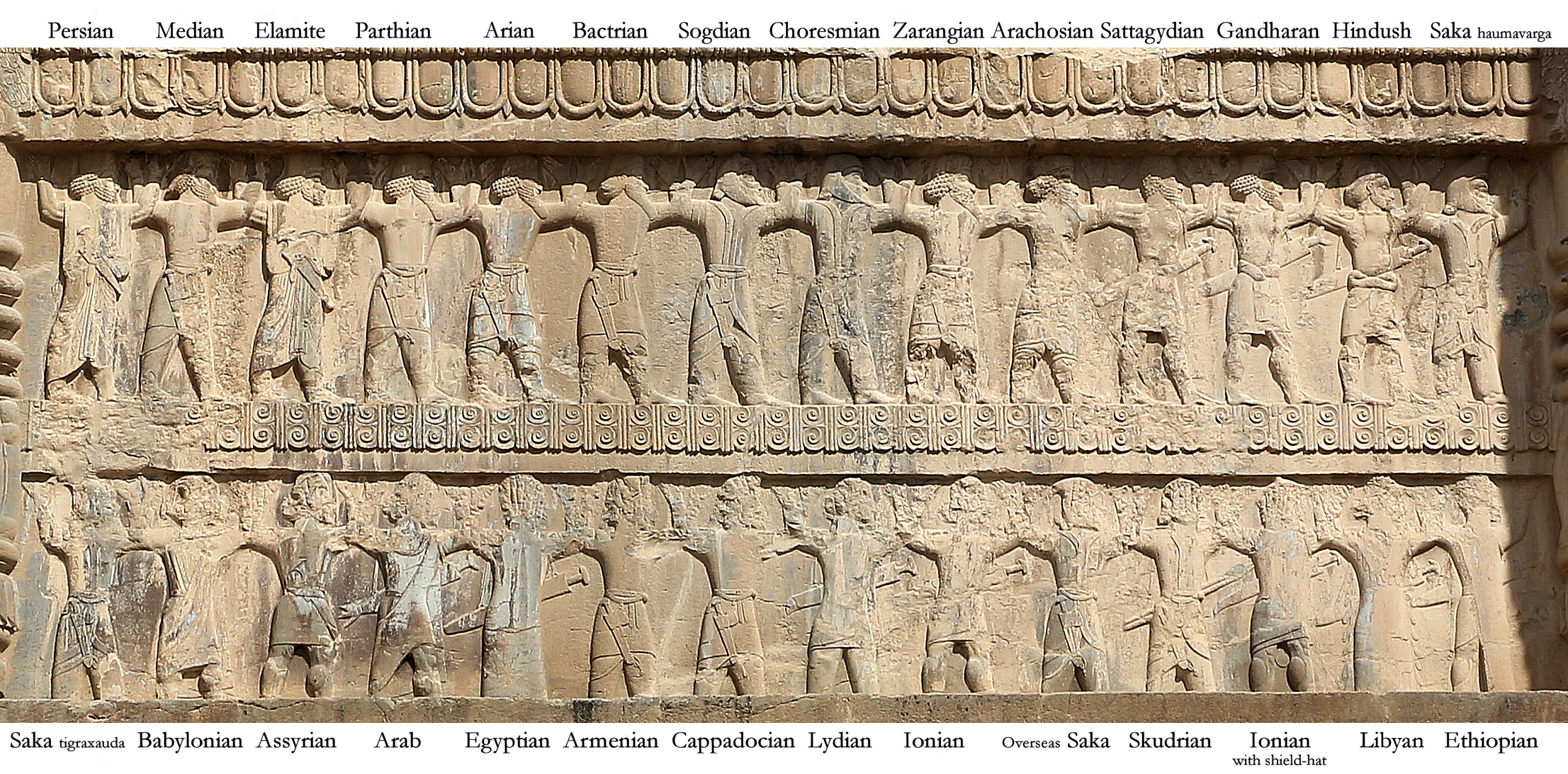
Soldados de varias etnias del Imperio Aqueménida, tumba de Artajerjes III.

Tras su éxito en Egipto, Artajerjes regresó a Persia y pasó los siguientes años sofocando eficazmente las insurrecciones en varias partes del Imperio, de modo que pocos años después de su conquista de Egipto, el Imperio persa estaba firmemente bajo su control. Egipto siguió formando parte del Imperio Persa hasta la conquista de Egipto por parte de Alejandro Magno. 
Tras la conquista de Egipto, no hubo más revueltas ni rebeliones contra Artajerjes. Mentor de Rodas y Bagoas, los dos generales que más se habían distinguido en la campaña egipcia, fueron ascendidos a puestos de máxima importancia. Mentor, que era gobernador de todo el litoral asiático, consiguió reducir a la sumisión a muchos de los jefes que durante los recientes problemas se habían rebelado contra el dominio persa. En el transcurso de unos pocos años, Mentor y sus fuerzas fueron capaces de someter y hacer depender toda la costa mediterránea asiática. 
Bagoas regresó a la capital persa con Artajerjes, donde asumió un papel destacado en la administración interna del Imperio y mantuvo la tranquilidad en el resto del Imperio. Durante los últimos seis años del reinado de Artajerjes III, el Imperio persa estuvo regido por un gobierno vigoroso y exitoso.
Las fuerzas persas de Jonia y Licia recuperaron el control del Egeo y el Mediterráneo y se hicieron con gran parte del antiguo imperio insular de Atenas. En respuesta, Isócrates de Atenas empezó a pronunciar discursos llamando a una «cruzada contra los bárbaros», pero no quedaban fuerzas suficientes en ninguna de las ciudades-estado griegas para responder a su llamada.
Aunque no hubo rebeliones en el propio Imperio Persa, el creciente poder y territorio de Filipo II de Macedonia en Macedonia (contra el que Demóstenes advertía en vano a los atenienses) atrajo la atención de Artajerjes. En respuesta, ordenó que se utilizara la influencia persa para frenar y restringir el creciente poder e influencia del reino macedonio. En el año 340 a. C. se envió una fuerza persa para ayudar al príncipe tracio Cersobleptes a mantener su independencia. La ayuda prestada a la ciudad de Perinto fue lo suficientemente eficaz como para que el numeroso y bien equipado ejército con el que Filipo había iniciado el asedio de la ciudad se viera obligado a abandonar el intento. En el último año de gobierno de Artajerjes, Filipo II ya tenía planes para una invasión del Imperio Persa, que coronaría su carrera, pero los griegos no se unirían a él.
A finales de agosto/finales de septiembre del 338 a. C., el eunuco de la corte y chiliarca (hazahrapatish) Bagoas orquestó el envenenamiento y posterior muerte de Artajerjes III a través del propio médico de éste. La temprana muerte de Artajerjes III resultó ser un asunto problemático para Persia, y puede haber desempeñado un papel en el debilitamiento del país. La mayoría de los hijos de Artajerjes III, a excepción de Arses y Bisthanes, también fueron asesinados por Bagoas. Bagoas, actuando como hacedor de reyes, puso al joven Arsés (Artajerjes IV) en el trono.

## Legado

Históricamente, los reyes del Imperio Aqueménida eran seguidores de Zoroastro o estaban muy influenciados por la ideología zoroástrica.

Históricamente, los reyes del Imperio Aqueménida eran seguidores de Zoroastro o estaban muy influenciados por la ideología zoroástrica. En el reinado de Artajerjes II se produjo un resurgimiento del culto a Anahita y Mitra, cuando en sus inscripciones de edificios invocó a Ahura Mazda, Anahita y Mitra e incluso colocó estatuas de sus dioses. Mithra y Anahita habían sido hasta entonces ignorados por los verdaderos zoroastrianos —desafiaron el mandato de Zoroastro de que Dios debía ser representado sólo por las llamas de un fuego sagrado. Se cree que Artajerjes III rechazó a Anahita y adoró sólo a Ahuramazda y Mitra. Una ambigüedad en la escritura cuneiforme de una inscripción de Artajerjes III en Persépolis sugiere que consideraba al padre y al hijo como una sola persona, lo que sugiere que los atributos de Ahuramazda se transferían a Mitra. Curiosamente, Artajerjes había ordenado que se erigieran estatuas de la diosa Anâhita en Babilonia, Damasco y Sardis, así como en Susa, Ecbatana y Persépolis.
El nombre de Artajerjes aparece en las monedas de plata (inspiradas en las atenienses) emitidas durante su estancia en Egipto. El reverso lleva una inscripción en escritura egipcia que dice «Faraón Artajerjes. Vida, prosperidad, riqueza».

### En la literatura
Algunos creen que el Libro de Judit podría haberse basado originalmente en la campaña de Artajerjes en Fenicia, ya que Holofernes era el nombre del hermano del sátrapa capadocio Ariarates, vasallo de Artajerjes. Bagoas, el general que encuentra a Holofernes muerto, fue uno de los generales de Artajerjes durante su campaña contra Fenicia y Egipto.

### Construcción

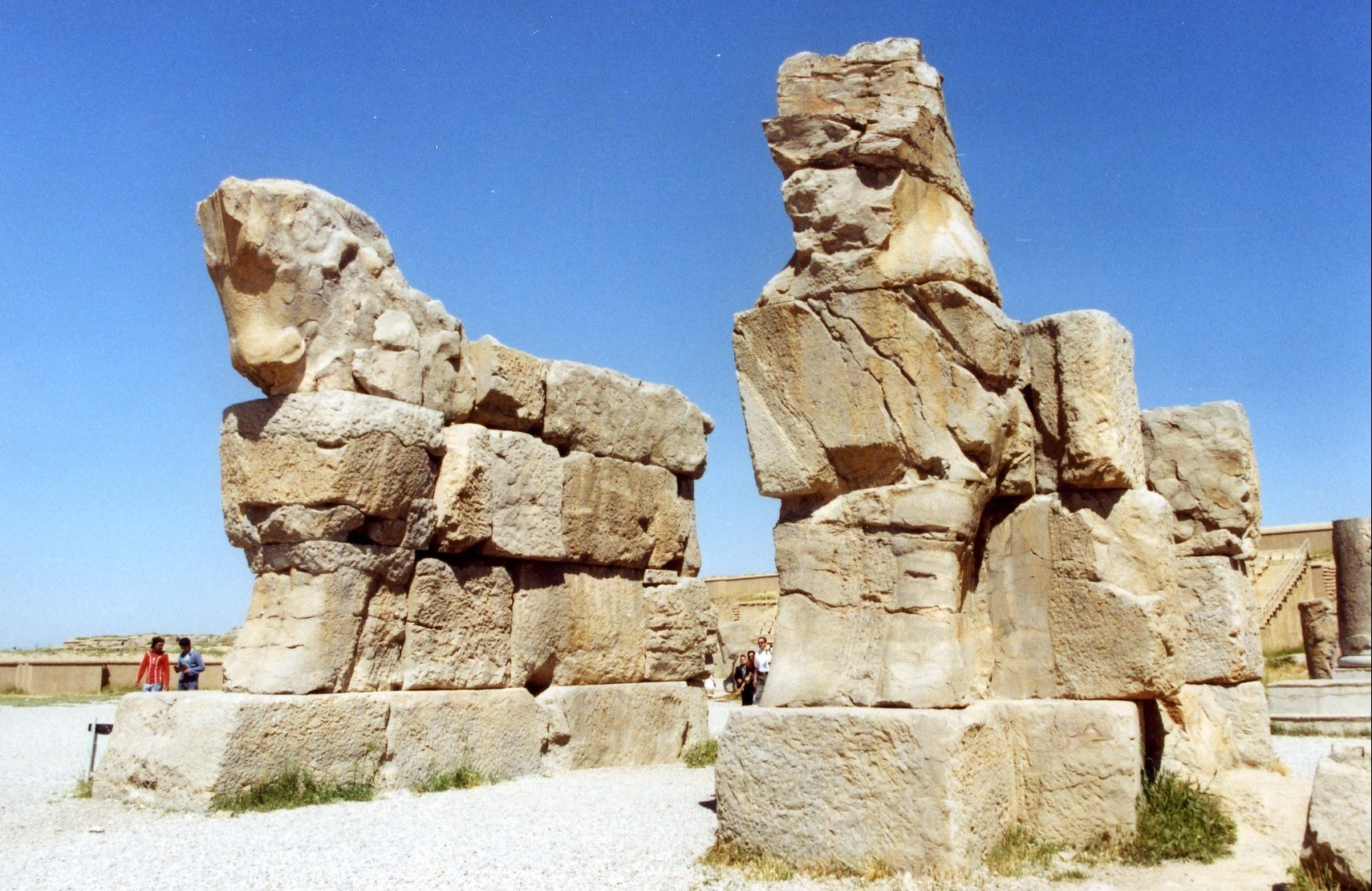
La Puerta Inconclusa de Persépolis permitió a los arqueólogos conocer la construcción de la misma.

Hay pruebas de una renovada política de construcción en Persépolis, pero algunos de los edificios estaban inacabados en el momento de su muerte. Dos de sus edificios en Persépolis fueron la Sala de las Treinta y Dos Columnas, cuya finalidad se desconoce, y el palacio de Artajerjes III. La inacabada Vía del Ejército y la Puerta Inconclusa, que conectaban la Puerta de Todas las Naciones y la Sala de las Cien Columnas, permitieron a los arqueólogos conocer la construcción de Persépolis. En el año 341 a. C., después de que Artajerjes regresara a Babilonia desde Egipto, parece que procedió a construir una gran Apadana cuya descripción está presente en las obras de Diodoro Sículo. 
El palacio de Nabucodonosor II en Babilonia fue ampliado durante el reinado de Artajerjes III. La tumba de Artajerjes estaba excavada en la montaña detrás de la plataforma de Persépolis, junto a la tumba de su padre. 

## Familia
Artajerjes III era hijo de Artajerjes II y Estatira. Artajerjes II tuvo más de 115 hijos de muchas esposas, la mayoría de ellos, sin embargo, fueron ilegítimos. Algunos de los hermanos más significativos de Oco fueron Rodogune, Apama, Sisigambis, Oca, Dario y Ariaspes, la mayoría de los cuales fueron asesinados poco después de su ascenso.
Sus hijos fueron:
Con Atossa.
- Artajerjes IV Arsés

Con una esposa desconocida:
- Bisthanes
- Parisátide II, futura esposa de Alejandro Magno.[18]

También se casó con:
- Una hija desconocida de su hermana Oca.[50]
- Una hija de Oxatres, hermano de Darío III[50][51][52]